# Novohorus suffuscus
Novohorus suffuscus es una especie de arácnido del orden Pseudoscorpionida de la familia Olpiidae.

## Distribución geográfica
Se encuentra en Jamaica  y Puerto Rico.